# Серокуров, Сергей Леонидович
Сергей Леонидович Серокуров — советский хозяйственный, государственный и политический деятель.

## Биография
Родился в 1937 году в Самарканде. Член КПСС с 1962 года.
Образование высшее (окончил ЛВИМУ им. С. О. Макарова, АОН при ЦК КПСС).
- В 1961—1969 гг. — 3-й, 2-й, старший помощник капитана, капитан на судах загранплавания Балтийского морского пароходства[1].
- В 1969—1978 гг. — заместитель секретаря комитета КПСС БМП, секретарь Кировского райкома КПСС города Ленинграда, заместитель заведующего отделом организационно-партийной работы Ленинградского обкома КПСС[1].
- В 1978—1984 гг. — инструктор отдела организационно-партийной работы ЦК КПСС[1].
- В 1984—1990 гг. — секретарь, 2-й секретарь Мурманского обкома КПСС[1].
- В 1990—1991 гг. — 1-й секретарь Мурманского обкома КПСС[1].

C 1991 гг. — капитан на судах «Севрыбхолодфлота».
Делегат XIX партконференции КПСС.
Умер в Санкт-Петербурге в 2008 году.